# Distrikter i Aserbajdsjan
Aserbajdsjan er opdelt i 59 distrikter (rayonlar) og 11 byer (şəhərlər). Den autonome republik Nakhitjevan (Naxçıvan Muxtar Respublikası) består af 7 distrikter og en by.

## Distrikter i Aserbajdsjan
1. Abşeron
2. Ağcabədi
3. Ağdam
4. Ağdaş
5. Ağstafa
6. Ağsu
7. Ali Bayramlı  (by)
8. Astara
9. Baku (by)
10. Balakən
11. Bərdə
12. Beyləqan
13. Biləsuvar
14. Cəbrayıl
15. Cəlilabab
16. Daşkəsən
17. Dəvəçi
18. Füzuli
19. Gədəbəy
20. Gandja (by)
21. Goranboy
22. Göyçay
23. Hacıqabul
24. İmişli
25. İsmayıllı
26. Kəlbəcər
27. Kürdəmir
28. Laçın
29. Lənkəran (distrikt)
30. Lənkəran (by)
31. Lerik
32. Masallı
33. Mingəçevir (by)
34. Naftalan (by)
35. Neftçala
36. Oğuz
37. Qəbələ
38. Qax
39. Qazax
40. Qobustan
41. Quba
42. Qubadlı
43. Qusar
44. Saatlı
45. Sabirabad
46. Şəki (distrikt)
47. Şəki (by)
48. Salyan
49. Şamaxı
50. Şəmkir
51. Samux
52. Siyəzən
53. Sumqayıt (by)
54. Şuşa (distrikt)
55. Şuşa (by)
56. Tərtər
57. Tovuz
58. Ucar
59. Xaçmaz
60. Xankəndi (by)
61. Xanlar
62. Xızı
63. Xocalı
64. Xocavənd
65. Yardımlı
66. Yevlax (distrikt)
67. Yevlax (by)
68. Zəngilan
69. Zaqatala
70. Zərdab

## Distrikter iNakhitjevan
1. Babək
2. Culfa
3. Kəngərli
4. Nakhitjevan (by)
5. Ordubad
6. Sədərək
7. Şahbuz
8. Şərur